# Minuano
Les Minuanos étaient un peuple indigène qui vivaient dans la partie sud de l'État du Rio Grande do Sul, dans le Sud du Brésil.
Ils ont emprunté leur nom au vent fort venant du sud-ouest, d'un froid glacial et soufflant sur le Rio Grande do Sul après les pluies d'hiver.
C'étaient des amérindiens patagons comme les Charuas et les Guenoas, avec lesquels ils partageaient les mêmes territoires. En 1730, ils s'allièrent aux Charruas. Dans les guerres contre les Espagnols, ils se joignirent aux Portugais.
Il existe des campements minuanos dans la région d'Arroio Grande.